# Подводница проект 611
Проект 611 (означение на НАТО: Zulu class) е името на клас съветски подводници, задвижвани от дизел-електрическа пропулсивна уредба, строени през 50-те години на 20 век. Първоначалните планове включват разработката на голяма конвенционална подводница, но през 1956 година шест подводници от проект 611 се превръщат в първите в света снабдени с балистични ракети.
Счита се, че първообраз на подводниците от проект 611 са германските подводници от тип XXI. В края на Втората световна война, Съветският съюз се снабдява с няколко германски подводници от тип XXI и редица от основните технологии биват копирани. Тези технологии служат първоначално за създаването на подводниците проект 611, както и на проект 613. Проектирането на подводниците започва през 1947 – 1948 година в ЦКБ-18 под ръководството на главния конструктор С. А. Егоров. В началото подводниците от този тип се строят в завод № 196 „Судомех“ в Ленинград (дн.Санкт Петербург), а по-късно и в завод № 402 в Молотовск (дн.Северодвинск). Общо от проект 611 са построени 26 подводници .

## История
След края на Втората световна война, разработката на съветски подводници от нов тип става необходимост. Поради тази причина на 16 октомври 1946 година  правителството на СССР взима решение за модернизация на подводния флот до 1955 година. В предварителните планове се включват подводници с големи размери, които да могат да обезпечават мисии в открития океан, операции по блокиране на морски бази и да изпълняват специфични разузнавателни операции. Опитът, придобит от изучаването технологиите на германските подводници от тип XXI, подпомага създаването на редица проекти в това число и на проект 611. Началото на проект 611 се полага през 1947 година с предварителни проучвания в ЦКБ-18. След приключването на планировката през 1948 година проект 611 е окончателно утвърден и се възлага на главния конструктор С. А. Егоров.
Първата подводница от проект 611 (Б-61) се залага на 10 януари 1951 година в корабостроителния завод в Ленинград „Судомех“ (№ 196). По време на строежа на тази подводница се отстраняват редица конструктивни недостатъци при аварийното манипулиране на главния баласт, усилва се кърмовата част за компенсиране на вибрациите при едновременна работа и на трите витла и се добавят и редица нововъведения. Подводницата Б-61 е завършена в завода „Судомех“ и спусната на вода за около шест месеца, но след това е предадена за дострояване и тестове в завод № 890 в Талин. Седмият съд от серията (Б-67) е започнат в завод № 196 („Судомех“), но към средата на строежа е преместен в завод „Северном машиностроительном предприятии“ (№ 402) в Молотовск, където строежът окончателно завършва. Това е фактически преместване на технологията към производствените мощности в Молотовск, като подводница Б-67 се превръща в първата от общо 18 построени в завод № 402. Междувременно още две подводници се дострояват в завод № 196 в Ленинград, с което количеството построени в „Судомех“ подводници наброява 8. Последните подводници от проект 611 се построяват през 1957 година и до края на годината и началото на 1958 се приемат на въоръжение.

## Конструкция
Подводниците от проект 611 са с двукорпусна конструкция. Лекият външен корпус е направен от стомана с дебелина от 3 mm, но е допълнително усилен по ватерлинията до 8 mm за плаване в ледови условия . Вътрешният здрав корпус е с дължина 67,5 m и е от високолегирана стомана с дебелина от 18 до 22 mm . Новост за съветското подводно корабостроене е използването на външни шпангуоти/ребра/ на здравия корпус, което позволява увеличаването на вътрешното пространство и подобряване разполагането на оборудването и механизмите.
Вътрешният здрав корпус се разделя на седем водонепроницаеми отсека :
1. Торпеден отсек с пространство за резервни торпеда.
2. Акумулаторен отсек с офицерски каюти, душове, хидроакустичен комплекс.
3. Централен пост за управление с щурманско, радиолокационно и хидроакустично оборудване, постове за управление на торпедната стрелба.
4. Втори акумулаторен отсек с каюти на старшините.
5. Двигателен отсек с три двигателя от тип 37Д (всеки с мощност от 2 000 к.с.) и два дизел-компресора от тип ДК-2.
6. Електродвигателен отсек, в който се разполагат два странични електродвигателя тип ПГ-101 (всеки с мощност от 1 350 к.с.) и трети електродвигател по средата от тип ПГ-102 (с мощност 2 700 к.с.).
7. Торпеден отсек с койки за екипажа. В този отсек се разполага и един електродвигател от тип ПГ-104 (с мощност 140 к.с.) за икономичен ход.

Подводниците от проект 611 се оборудват с мощно за времето си въоръжение. Въоръжени са с 10 торпедни апарата, 6 от които на носа и 4 на кърмата / в 7-и отсек / . Стандартното въоръжение включва 22 броя 533 mm торпеда, но вместо тях подводницата може да носи до 32 мини от тип АМД-1000. В носовата част на палубата на подводницата може да се разположи стандартно 57 mm оръдие СМ-243ИФ, а в кърмовата, 25 mm зенитен автомат 2М-8.
Навигационното оборудване на подводниците от проект 611 включва жирокомпас „Курс-3“ и ехолот „НЕЛ-4“, а радиолокацията се осъществява с радиопеленгатор „РНП-47-03“, хидролокацията се обезпечава от „Тамир-5ЛС“ .

## Модификации на проект 611
С годините на експлоатация на подводниците от проект 611 се налагат редица модификации с цел подобрение на боеспособността и мобилността. Известни са следните варианти на проекта :
- В611 – за изпитание на балистични ракети с надводен старт.
- АВ611 – серийна модификация на проект В611 (с ракети „Р-11ФМ“).
- ПВ611 – за изпитание на балистични ракети с подводен старт (с ракети „С4,7“).
- П611 – за изпитание на крилати ракети от тип „П-10“.
- А611 – за изпитание на торпедно въоръжение.
- 611М – за изпитание на артилерийско въоръжение.
- АВ611ра – за изпитание на станция „Радиан-1“.
- АВ611с – за изпитание на опитния образец на астокоректора „Символ“.
- АВ611е – за изпитание на хидролокатора „Енисей“.
- 611п – носител на автономни обитаеми апарати.
- 611ру – за изпитание на хидролокатора „Рубин“.
- 611рэ – за изпитание на хидролокатора „Керчь“ и антени „Рассвет“.
- АВ611к – за изпитание на навигационната космическа система „Штырь-М“.
- АВ611ц – за изпитание на комплексна апаратура за космическа връзка „Цунами-Б“.
- АВ611д – за изпитание на апаратура, отчитаща изменението на физически полета.

През 1962 година в ЦКБ-16 се разработва и модификация, известна като АВ611Д7, която включва изпитание на ракетния комплекс „Д-7“, но тази модификация не е завършена .

## Произведени подводници от проект 611
Списък на произведените в „Судомех“ (№ 196), Ленинград (Общо 8) :
| Първоначално название | Заводски номер | Заложена          | Спусната         | Приета на въоръжение | Преименувана                                     | Изведена от експлоатация | Съдба             |
| --------------------- | -------------- | ----------------- | ---------------- | -------------------- | ------------------------------------------------ | ------------------------ | ----------------- |
| Б-61                  | № 580          | 10 януари 1951    | 26 юли 1951      | 31 декември 1953     | --                                               | 22 юни 1980              | нарязана за скрап |
| Б-62                  | № 631          | 6 септември 1951  | 29 април 1952    | 31 декември 1953     | 10 февруари 1978: УТС-432                        | 29 януари 1996           | нарязана за скрап |
| Б-63                  | № 632          | 6 февруари 1952   | 18 юли 1952      | 30 юни 1954          | 20 април 1970: Б-863 , 14 август 1980: УТС-578   | 5 януари 1985            | ?                 |
| Б-64                  | № 633          | 15 май 1952       | 29 ноември 1952  | 30 декември 1954     | 20 април 1970: Б-864 , 3 септември 1974: УТС-364 | 3 септември 1974         | ?                 |
| Б-65                  | № 634          | 24 юли 1952       | 21 март 1953     | 6 декември 1954      | --                                               | 29 юни 1981              | нарязана за скрап |
| Б-66                  | № 635          | 15 декември 1952  | 30 юни 1953      | 29 декември 1954     | 20 април 1970: Б-866                             | 9 юли 1982               | ?                 |
| Б-68                  | № 637          | 6 юни 1953        | 31 октомври 1953 | 27 ноември 1955      | 28 август 1972: УТС-299                          | 1 февруари 1995          | ?                 |
| Б-69                  | № 638          | 14 септември 1953 | 18 юни 1954      | 31 декември 1955     | 3 август 1977: БС-69                             | 19 април 1990            | нарязана за скрап |

Списък на произведените в „Северном машиностроительном предприятии“ (№ 402), Молотовск (Общо 18) :
| Първоначално название | Заводски номер | Заложена          | Спусната          | Приета на въоръжение | Преименувана                                                  | Изведена от експлоатация | Съдба                                |
| --------------------- | -------------- | ----------------- | ----------------- | -------------------- | ------------------------------------------------------------- | ------------------------ | ------------------------------------ |
| Б-67                  | № 636          | 26 март 1953      | 15 септември 1953 | 30 юни 1956          | 20 април 1970: Б-867 , 15 май 1971: УТС-76                    | 15 март 1976             | нарязана за скрап                    |
| Б-70                  | № 351          | 14 май 1954       | 18 септември 1955 | 29 юни 1956          | 14 юни 1978: УТС-249                                          | 28 април 1989            | ?                                    |
| Б-71                  | № 402          | 7 юни 1954        | 19 май 1956       | 30 септември 1956    | 28 август 1972: УТС-300                                       | 26 март 1998             | ?                                    |
| Б-72                  | № 403          | 16 ноември 1953   | 18 септември 1955 | 30 юни 1956          | --                                                            | 8 декември 1985          | ?                                    |
| Б-73                  | № 404          | 16 август 1954    | 16 януари 1957    | 30 ноември 1957      | --                                                            | 7 август 1974            | нарязана за скрап                    |
| Б-74                  | № 305          | 27 септември 1954 | 5 юни 1956        | 31 октомври 1956     | 20 април 1970: Б-874 , 4 декември 1974: СМ-295                | 22 февруари 1980         | ?                                    |
| Б-75                  | № 306          | 11 ноември 1954   | 8 юли 1956        | 6 ноември 1956       | --                                                            | 17 юли 1988              | ?                                    |
| Б-76                  | № 307          | 24 януари 1955    | 25 август 1956    | 28 ноември 1956      | 14 юни 1978: РЗС-248                                          | 31 март 1980             | ?                                    |
| Б-77                  | № 208          | 7 май 1955        | 20 септември 1956 | 30 ноември 1956      | 20 април 1970: Б-877 , 23 юли 1976: УТС-226                   | 14 март 1986             | ?                                    |
| Б-78                  | № 209          | 16 юли 1955       | 13 юни 1957       | 30 ноември 1957      | 9 октомври 1962: Мурманский комсомолец , 3 август 1977: БС-78 | 22 юли 1986              | нарязана за скрап                    |
| Б-79                  | № 210          | 19 декември 1955  | 16 юли 1957       | 3 декември 1957      | 20 април 1970: Б-879                                          | 22 юни 1980              | нарязана за скрап                    |
| Б-80                  | № 111          | 1 февруари 1956   | 16 януари 1957    | 13 юли 1957          | --                                                            | 19 април 1990            | музеен експонат (Амстердам)          |
| Б-81                  | № 112          | 19 април 1956     | 16 януари 1957    | 13 юли 1957          | 20 април 1970: Б-881                                          | 25 април 1985            | нарязана за скрап                    |
| Б-82                  | № 113          | 15 юни 1956       | 12 май 1957       | 17 август 1957       | 31 август 1977: БС-82                                         | 18 юли 1987              | нарязана за скрап                    |
| Б-88                  | № 514          | 17 август 1956    | 4 юли 1957        | 25 септември 1957    | 24 август 1981: РЗС-253                                       | 17 май 1985              | ?                                    |
| Б-89                  | № 515          | 3 февруари 1957   | 21 септември 1957 | 13 декември 1957     | 3 август 1977: БС-89 , 24 август 1981: УТС-352                | 17 май 1985              | потънала в залива Улисс, Владивосток |
| Б-90                  | № 516          | 25 октомври 1956  | 17 август 1957    | 30 октомври 1957     | 12 август 1983: УТС-423                                       | 17 май 1985              | ?                                    |
| Б-91                  | № 517          | 25 януари 1957    | 26 ноември 1957   | 15 юли 1958          | 20 април 1970: Б-891                                          | 17 юли 1988              | нарязана за скрап                    |

## Оператори на проект 611
Подводниците от проект 611 са били на въоръжение единствено във флота на Съветския съюз, за чиито нужди са били специфично разработвани.